# Nikolái Shilling
Nikolái Nikoláyevich Shilling (en ruso: Николай Николаевич Шиллинг; 4 de diciembrejul./ 16 de diciembre de 1870greg.-1946) fue un militar ruso.
Ingresó al Cuerpo de Cadetes Nicolás en 1888 y a la I Escuela Militar de Pávlovsk en 1890, sirvió en la guardia de élite, el regimiento Izmaïlovski, entre 1888 y 1913, y alcanzó el grado de coronel en 1909. Durante la Primera Guerra Mundial comandaba el 5.º Regimiento de Rifles fineses hasta que en 1915 fue elevado a mayor general y puesto a comandar una brigada de la 2.ª División de Rifles fineses. En 1916 pasa a mandar a los Izmaïlovski y en 1917 al 17.º Cuerpo de Ejército.
Después de la Revolución de Octubre empezó a servir al Hetmanato de Kiev hasta diciembre de 1918, cuando se une al Ejército de Voluntarios. Entre febrero y junio de 1919 mando la 5.ª División de Infantería y después, hasta agosto, el 3.º Cuerpo de Ejército, ambos con sede en Crimea. En ese período destacó en la conquista de Jersón, Nikoláiev y Odesa. Posteriormente, entre septiembre de 1919 y marzo de 1920, fue comandante y gobernador general de la Pequeña Rusia (Ucrania) y Crimea y acabó culpado por la desastrosa evacuación de Odesa entre el 6 y 7 de febrero de 1920 y que culminó con la entrada del Ejército Rojo en la ciudad al día siguiente.
En abril Antón Denikin fue desplazado del mando por Piotr Wrangel, Shilling fue enviado a retiro, emigró a Checoslovaquia y lideró temporalmente la Unión Extranjera de Veteranos de Guerra Rusos. Cuando el Ejército Rojo entró en ese país en mayo de 1945, la SMERSH lo arrestó, aunque poco después fue dejado en libertad. Al año siguiente murió en Praga.